# Fundo da Carolina do Norte
O Fundo da Carolina do Norte foi uma série de programas experimentais feitas pelo governador Terry Sanford, que foi ajudado pelo escritor John Ehle. Foi criado como um non-profit corporation para operar por cinco anos apenas, com um mandato para criar projetos experimentais na educação, saúde, formação emprego, habitação, e, o desenvolvimento da comunidade.
Durante os verões de 1964 e 1965, o programa criou equipes de estudantes voluntários de universitários para trabalharem juntos e mostrar que as comunidades poderiam ser mais forte se seus membros chegaram em todas as linhas de raça e classe para resolver os problemas da pobreza. No núcleo, os seus objetivos foram diminuir a minoria da pobreza por toda a Carolina do Norte e para promover a causa dos direitos civis.
O Fundo serviu de modelo e catalisador para tais programas nacionais como Head Start, VISTA, e do movimento Ação Comunitária.